# AEGEE
Европски студентски форум (енгл. European Students' Forum, фр. Association des Etats Généraux des Etudiants de l'Europe (AEGEE)) једна је од највећих европских студентских организација. Име је добила по првом првом парламенту успостављеном током француске револуције, Etats Généraux.
AEGEE-Beograd је постао члан мреже AEGEE-Europe 12. новембра 1995. године, на редовној скупштини (Агори) у Будимпешти.

## Структура
AEGEE има годишњи изабрани европски одбор, управни одбор са седиштем у Бриселу и бројне радне групе на европском нивоу. Постоји велика мрежа аутономних локалних група, „антена”. Активни чланови се састају два пута годишње у пролеће и јесен на генералној скупштини званој Агора, чији је домаћин сваки пут друга антена. Већина кандидата за позиције на европском нивоу бира се на Агори, чиме се такође ратификује оснивање или затварање антена, радних група и пројеката. Постоји и мањи годишњи Европски састанак планирања (EPM), намењен развоју пројеката и кампања и обично се одржава крајем зиме: Током EPM-а, AEGEE такође ради на развоју свог стратешког плана у агенди за целу AEGEE мрежу.
Удружење нема национални ниво, и не признаје садашње националне границе у Европи.
Антене подржава Мрежна комисија, група искусних чланова које је изабрала Агора да помогну мрежи да расте и развија се. Они пружају савете, обуку и практичну помоћ, посебно са локалним људским ресурсима и организацијом догађаја. Сваки комесар мреже је одговоран за одређени број локалних постава преко неколико националних граница, који се могу реорганизовати на свакој Агори како би се спречило стварање било какве фиксне националне или регионалне поделе.
Свака градска антена је засебно правно лице према свом локалном закону, а не под директном контролом управног одбора. Међутим, да би постале део AEGEE мреже, потенцијалне антене морају укључити принципе AEGEE статута у свој сопствени, и њихове статуте треба да одобри управни одбор и правна комисија. Они потписују уговор под називом Уговор о чланству који омогућава AEGEE да затвори антену у случају неактивности или озбиљног прекршаја.
Чланство у антени је углавном отворено за све млађе од 35 година који живе у локалном подручју, уз плаћање чланарине коју одреди локални одбор. Многе антене концентришу своје промотивне активности на студенте на свом матичном универзитету и нису много видљиве странцима.
Већина AEGEE догађаја је отворена за нечланове, међутим ово се обично слабо промовише осим за локалне студенте. Уобичајено је да сви учесници буду из града домаћина или других AEGEE антена. Неке активности, пре свега статутарне Агоре и EPM и пројекат Летњег универзитета, експлицитно су ограничене на чланове AEGEE које мора одобрити одбор њихове матичне антене.
AEGEE је основан у Француској и још увек користи бројне француске термине, али главни радни језик на европском нивоу је сада енглески, који је такође дефинисан као званични језик Агоре. Већина антена користи свој локални језик за своје локалне активности, међутим члановима локалних одбора генерално је потребно радно знање енглеског језика.
Његов тренутни одбор се састоји од пет људи. Статутарно шесто и седмо место у одбору остају упражњене док следећи одбор не преузме дужност.
| Позицја                                  | Уне                  | AEGEE-локал | Националност |
| ---------------------------------------- | -------------------- | ----------- | ------------ |
| Председник, директор мреже               | Теди ван Амелсворт   | Ајндховен   | Холандија    |
| Финансијски директор                     | Фредерик Рајан Волис | Аликанте    | Ирска        |
| Потпредседник, директор за спољне односе | Теодора Панус        | Кишињев     | Молдавија    |

## Историја

### 1985
Удружење је настало 16. априла 1985. као резултат EGEE 1 конференције (États Généraux des Étudiants de l'Europe), када је одржано прво окупљање у Паризу: конференција студената из Париза, Лајдена, Лондона, Мадрида, Милана и Минхена, коју је организовао оснивачки председник Франк Бјанчери у сарадњи са пет Великих школа у Паризу. Она је имала за циљ да превазиђе парализу тадашњег процеса европских интеграција. Франк Бјанчери је водио цео процес и ускоро су укључени студенти желели да претворе EGEE конференцију у организацију која је платформа за младе Европљане. Циљ оснивача је био да створе простор за младе Европљане да разговарају о европским питањима и представе своје идеје и европским и националним институцијама.
Због јединствености идеје у то време, EGEE је успео да стимулише многе студенте да успоставе локалне организације у својим градовима.

### 1986
Формиране су три EGEE радне групе: спонзорство, приправнички стаж и језичке студије.
EGEE је домаћин конференције о прекограничном развоју у Најмегену.
До почетка академске године, EGEE има 26 филијала и 6.000 чланова.
EGEE организује у Хајделбергу конференцију о односима између Далеког истока и Европе.
EGEE организује у Тулузу први европски свемирски викенд.
EGEE организује у Паризу конференцију о фармацеутској индустрији у Европи.
EGEE организује у Минхену конференцију о Европском монетарном систему.
EGEE организује, заједно са листом Ле Монд Ноћ 7 европских градова, емитовање политичких дебата о будућности Европе између студената и високих политичара у седам различитих градова.

### 1987
EGEE убеђује француског председника Франсоа Митерана да подржи финансирање програма Ерасмус, програма размене студената који финансира Европска комисија.
Деблокирање ERASMUS програма сматра се главним достигнућем удружења и Доменико Ленардуци, тадашњи шеф образовања Европске комисије (1984–87), потврдио је у овом интервјуу стварање Еразмус програма и улогу АEGEE.
EGEE организује у Мадриду Европску недељу којом обележава прву годишњицу придруживања Шпаније и Португалије Европској заједници.

### 1990
Les Anciens d'AEGEE-Europe је основан током EGEE VI састанка у Паризу.
Објављен је нови AEGEE лого који представља „Ваш кључ Европе“.

### 1999
Оснивање AEGEE-Академије за обуку и људске ресурсе у Агори-Барселона, подстакнуто припремама за Европску школу у Гисену
AEGEE организује своју Мировну академију која се бави темама сукоба у Шпанији, Северној Ирској, Косову, Јужној Африци и Босни и Херцеговини.
Стефан Рексигел, добија почасно чланство од AEGEE-Европе за иновацију и инструментални развој AEGEE ИТ инфраструктуре.

### 2000
„Образовање за демократију“, нови програм стипендирања који помаже студентима са ратом уништеног Косова да студирају на универзитетима у иностранству.
Током јесени, чланови AEGEE-Београд учествовали су на јавном скупу на коме се сазнаје за Милошевићев пораз.
AEGEE покреће EURECA, допринос дизајну новог образовног програма за проширену Европску унију.

### 2001
AEGEE организује неколико великих пројеката који се фокусирају на мир и стабилност у југоисточној Европи и региону Медитерана у оквиру пројекта Образовање за демократију.
Оана Дакијана, добитница је награде Млади Европљанин године од стране Хајнц-Шварцкопф фондације за њен ангажман у приближавању Европе младима из земаља источне Европе.
Маркус Шонхер, добија Почасно чланство AEGEE-Европе за своје активности у Централној и Источној Европи, студијска путовања у Молдавију и његов рад на укидању виза у Европи.

### 2002
AEGEE покреће један од највећих и најуспешнијих пројеката: Турско-грчки грађански дијалог између 2002. и 2005. Са оснивањем AEGEE локалног становништва у Турској током 1990-их, AEGEE је увидео неопходност успостављања дијалога између суседа у сукобу. На основу сопственог искуства и напетих односа турских и грчких чланица AEGEE тих првих дана, AEGEE је своје активности усмерио на изградњу мира између две земље као организација која делује за мир и стабилност, доказујући на AEGEE размерама да је сарадња могућа и да се дијалог између људи може одвијати много лакше него дијалог између политичког нивоа.
Лансирање AEGEE-телевизије од стране AEGEE-Eindhoven.
Мајкл Ван Хес, прима награду почасног чланства AEGEE-Европе за његов дугогодишњи допринос AEGEE и његову улогу у пројектима Пронађи свој пут и Европа и Евро.

### 2003
AEGEE покреће пројекат Дискусија Болоњског процеса припремајући се за почетак хармонизације високог образовања у Европи и доносећи му снажну студентску перспективу. AEGEE организује прво студијско путовање на Кавказ.
AEGEE организује прву међународну студентску конференцију у тампон зони на Кипру.
AEGEE покреће свој пројекат ЕУ и Европа.
AEGEE постаје формални члан Међународног европског покрета (EMI).

### 2004
AEGEE започиње дијалог са новим суседима проширене ЕУ у свом пројекту Европа & ЕУ, који води Радна група за међународну политику
AEGEE отвара своју прву локалну филијалу у Грузији, у Тбилисију.
Анан Џахангирл, осваја награду Млади Европљанин године, коју додељује Хајнц-Шварцкопф фондација за његову посвећеност приближавању процеса европских интеграција младим људима у Азербејџану.

### 2005
AEGEE слави своју 20. годишњицу у Прагу и објављује специјално издање свог „Кључа Европе“.
AEGEE је једна од невладиних организација оснивача и постаје чланица Платформе за целоживотно учење (LLLP).
Оливије Генкинг, добија Почасно чланство AEGEE-Европе за своје учешће у пројекту ЕУ & Европа, своју улогу у успостављању многих нових локалних организација, креирању нових пројеката и сталну подршку мрежи.